# Provola dei Monti Sicani
La provola dei Monti Sicani  è un formaggio e prodotto tipico siciliano. Rientra nell'elenco dei prodotti agroalimentari tradizionali (PAT) stilato dal ministero delle politiche agricole e forestali (Mipaaf).
È un formaggio a pasta filata ottenuto da latte vaccino crudo.

## Caratteristiche
Ha una caratteristica e tradizionale forma a pera. Il peso si aggira fra i nove e i dieci etti.

## Produzione
La provola dei Monti Sicani viene prodotta con tecniche tradizionali.

### Cagliata e filatura
Il latte viene fratto coagulare con caglio di agnello o di capretto in una tina a circa 37° per circa trenta minuti. La cagliata viene rotta e successivamente cotta. Successivamente la cagliata viene posta a spurgare e ad acidificare (maturazione) per circa ventiquattro ore. Al termine della maturazione viene filata e lavorata manualmente dal casaro per ottenere la tipica forma a pera.

### Salatura e stagionatura
La salatura avviene in salamoia satura per quattro/sei ore. Alla fine il prodotto viene legato ad un'estremità (la parte più piccola della pera) e posto a stagionare in locali freschi e ventilati.

## Zona di produzione
Come il nome stesso indica, il territorio in cui si produce questo formaggio comprende tutti i comuni dell'area dei Monti Sicani a cavallo delle provincie di provincia di Palermo e Agrigento.